# Filippo Archinto (arcivescovo)
Filippo Archinto (Arona, 5 luglio 1495 – Milano, 21 giugno 1558) è stato un arcivescovo cattolico italiano.

## Biografia

### I primi anni

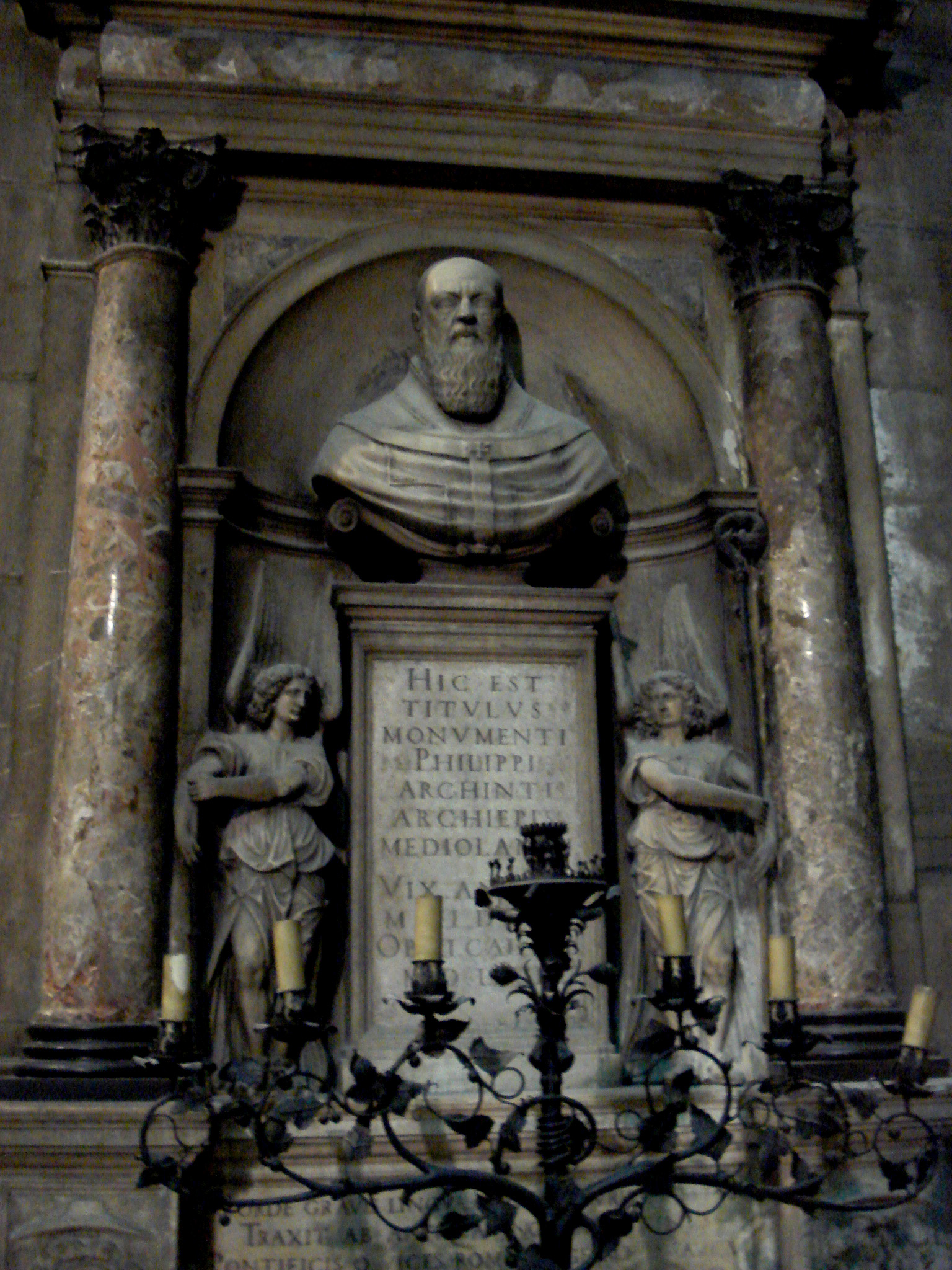
La tomba di Filippo Archinto nel Duomo di Milano.

Filippo Archinto nacque ad Arona nel 1495, figlio del conte Cristoforo e di sua moglie, Maddalena Torriani. Ottenne la laurea in Giurisprudenza all'Università degli Studi di Pavia per poi frequentare anche l'Università di Bologna ove studiò filosofia e astronomia.
Nel 1519 venne incluso tra i Dodici di provvisione a Milano e si iscrisse poco dopo al Collegio dei Giureconsulti, svolgendo dal 1526 per alcuni anni la professione di avvocato per la fabbrica del Duomo di Milano. Nel 1527 venne incaricato dal Senato milanese di una missione presso la corte spagnola a Valladolid, guadagnandosi così la fiducia anche del governo spagnolo che al suo ritorno a Milano lo ricompensò con la carica di uditore generale del governatore generale, il conte Antonio de Leyva. Nell'aprile del 1529 venne nuovamente destinato alla corte di Carlo V a Barcellona, prendendo parte l'anno successivo all'incoronazione imperiale nella Basilica di San Petronio a Bologna. Il suo spiccato filo-ispanismo portò il duca Francesco II Sforza a diffidare della sua persona e per questo venne bandito dalla città, ma solo per farvi ritorno alcuni giorni dopo grazie alla mediazione degli spagnoli stessi che vedevano in lui uno dei più abili mediatori tra ducato e impero spagnolo. Nel 1533 ottenne l'incarico da parte dell'imperatore Carlo V di gestire la controversia relativa alla successione nel Monferrato mediando con papa Paolo III, riuscendo nell'impresa nel 1535.

### La carriera ecclesiastica
Nel 1536, accettando l'offerta che il pontefice gli fece, entrò ufficialmente nella corte di papa Paolo III, divenendo vicario generale di Roma e ricevendo il 23 novembre di quello stesso anno la tonsura, pur non assumendo ufficialmente alcun impegno di natura religiosa. La sua influenza presso il papa divenne sempre più grande al punto che fu lui a pronunciare il discorso ufficiale al matrimonio di Ottavio Farnese, nipote del papa, nel novembre del 1538. Contemporaneamente venne nominato protonotario apostolico partecipante, ma rifiutò incarichi di maggior peso protestando contro la pratica diffusa della compravendita delle cariche nella curia romana. Al tempo del pontificato di Giulio III divenne referendario del tribunale della Segnatura Apostolica per le proprie competenze giuridiche.
Il 24 marzo 1539 fu nominato vescovo di Sansepolcro, in Toscana, pur continuando formalmente a occuparsi degli affari ecclesiastici della curia romana al punto che nel 1540 venne prescelto quale comandante delle truppe pontificie inviate a Camerino per riammettervi Ottavio Farnese quale feudatario. Nel frattempo aveva accumulato anche notevoli benefici ecclesiastici come quello di deputato della fabbrica di San Pietro e protettore dell'Università La Sapienza di Roma. Nel 1539 ottenne anche la carica di abate commendatario di Vertemate (nella diocesi di Como) e dell'abbazia di San Bartolomeo a Pavia.
Prescelto quale vicario per la diocesi di Roma e successore del cardinal Guidiccioni dal 3 novembre 1542, con lui l'incarico di vicario cessò di essere una mera mansione di curia per divenire un vero e proprio incarico pastorale, spingendolo a riformare profondamente la vita del clero romano e la concessione degli ordini sacri ai nuovi sacerdoti. Fu attivo come padre conciliare nelle opere del Concilio di Trento (1546-48), esperto in canonistica e sostenitore della necessità per i vescovi della residenza nelle loro diocesi, mantenendo una stretta corrispondenza col cardinal-nipote Farnese. Fu inoltre promotore della causa dei gesuiti nonché della canonizzazione di Ignazio di Loyola. Nel 1545 pubblicò un testo, Christianum de Fide et Sacramentis edictum, nel quale si soffermò sulla critica ai protestanti, testo che ebbe una discreta diffusione anche grazie ad un'edizione tedesca curata dal celebre teologo e umanista Johann Cochlaeus.
Nel 1546 fu trasferito alla sede vescovile di Saluzzo, dove però tenne un solo sinodo e una visita pastorale nel 1548 verosimilmente condotta da un vicario.

### L'arcidiocesi di Milano
Nel 1553 venne nominato dal successore di Paolo III, papa Giulio III, nunzio apostolico a Venezia. Mantenne questo incarico sino al 1556 (regnante allora papa Paolo IV), quando venne nominato arcivescovo di Milano: qui, pur vincendo l'opposizione dell'aristocrazia locale la quale non voleva che egli prendesse possesso dell'arcidiocesi, venne fisicamente impedito all'ingresso per l'ostilità di alcuni ambienti ecclesiastici allarmati dalla sua fama di riformatore che si era guadagnata durante il suo vicariato a Roma.
Per questi motivi venne costretto a risiedere a Bergamo dove fece valere il proprio ruolo di metropolitano, amministrando in assenza del vescovo Vittore Soranzo che, accusato di eresia, si era rifugiato a Venezia.
Morì, in esilio, il 21 giugno del 1558 e fu solo grazie al suo successore, San Carlo Borromeo, che le sue spoglie poterono rientrare a Milano ed essere degnamente sepolte nella cattedrale cittadina.
Per lui Tiziano dipinse un famoso ritratto, di cui una copia, risalente agli anni '90 del XX secolo e realizzata dal pittore Stefano Camaiti, si conserva nel Palazzo Vescovile di Sansepolcro.

## Successione apostolica
La successione apostolica è:
- Arcivescovo François de Mauny (1545)
- Vescovo Bernardino Elvino (1545)
- Papa Pio IV (1546)
- Vescovo Maurizio Pietra (1552)

## Stemma
| Stemma | Blasonatura |
| ------ | --- |
|        | Filippo Archinto Arcivescovo di Milano Di verde, a tre fasce d'argento, controinnestate. Lo scudo, accollato a una croce astile patriarcale d'oro, posta in palo, è timbrato da un cappello con cordoni e nappe di rosso. Le nappe, in numero di venti, sono disposte dieci per parte, in quattro ordini di 1, 2, 3, 4. |

## Albero genealogico
|                     |   |                   | Genitori         |  |  | Nonni |  |  | Bisnonni            |  |  | Trisnonni         |  |
|                     |   |                   |                  |  |  |       |  |  | Bertramolo Archinto |  |  | Giovanni Archinto |  |
|                     |   |                   |                  |  |  |       |  |  | Bertramolo Archinto |  |  | Giovanni Archinto |  |
|                     |   | Caterina Ghisolfi |                  |  |  |       |  |  | Bertramolo Archinto |  |  |                   |  |
| Giuseppe Archinto   |   |                   |                  |  |  |       |  |  | Bertramolo Archinto |  |  |                   |  |
|                     |   | Orsina Settala    | Giuseppe Settala |  |  |       |  |  |                     |  |  |                   |  |
|                     |   | Orsina Settala    | Giuseppe Settala |  |  |       |  |  |                     |  |  |                   |  |
|                     |   | Orsina Settala    | …                |  |  |       |  |  |                     |  |  |                   |  |
| Cristoforo Archinto |   | Orsina Settala    |                  |  |  |       |  |  |                     |  |  |                   |  |
|                     |   | Filippo Cesati    | …                |  |  |       |  |  |                     |  |  |                   |  |
|                     |   | Filippo Cesati    | …                |  |  |       |  |  |                     |  |  |                   |  |
|                     |   | Filippo Cesati    | …                |  |  |       |  |  |                     |  |  |                   |  |
| Elisabetta Cesati   |   | Filippo Cesati    |                  |  |  |       |  |  |                     |  |  |                   |  |
|                     |   | …                 | …                |  |  |       |  |  |                     |  |  |                   |  |
|                     |   | …                 | …                |  |  |       |  |  |                     |  |  |                   |  |
|                     |   | …                 | …                |  |  |       |  |  |                     |  |  |                   |  |
| Filippo Archinto    |   | …                 |                  |  |  |       |  |  |                     |  |  |                   |  |
|                     | … | …                 |                  |  |  |       |  |  |                     |  |  |                   |  |
|                     | … | …                 |                  |  |  |       |  |  |                     |  |  |                   |  |
|                     | … | …                 |                  |  |  |       |  |  |                     |  |  |                   |  |
| Camillo Torriani    | … |                   |                  |  |  |       |  |  |                     |  |  |                   |  |
|                     |   | …                 | …                |  |  |       |  |  |                     |  |  |                   |  |
|                     |   | …                 | …                |  |  |       |  |  |                     |  |  |                   |  |
|                     |   | …                 | …                |  |  |       |  |  |                     |  |  |                   |  |
| Maddalena Torriani  |   | …                 |                  |  |  |       |  |  |                     |  |  |                   |  |
|                     |   | …                 | …                |  |  |       |  |  |                     |  |  |                   |  |
|                     |   | …                 | …                |  |  |       |  |  |                     |  |  |                   |  |
|                     |   | …                 | …                |  |  |       |  |  |                     |  |  |                   |  |
| …                   |   | …                 |                  |  |  |       |  |  |                     |  |  |                   |  |
|                     |   | …                 | …                |  |  |       |  |  |                     |  |  |                   |  |
|                     |   | …                 | …                |  |  |       |  |  |                     |  |  |                   |  |
|                     |   | …                 | …                |  |  |       |  |  |                     |  |  |                   |  |
|                     |   | …                 |                  |  |  |       |  |  |                     |  |  |                   |  |